# Ja'ad
Ja'ad (hebrejsky יַעַד, doslova „Cíl“, v oficiálním přepisu do  angličtiny Ya'ad) je vesnice typu společná osada (jišuv kehilati) v Izraeli, v Severním distriktu, v Oblastní radě Misgav.

## Geografie
Leží v nadmořské výšce 253 metrů, v hornaté oblasti v západní části Dolní Galileji, cca 15 kilometrů východně od břehů Středozemního moře a cca 28 kilometrů na západ od Galilejského jezera. Je situován na pahorcích nad údolím, kterým protéká vádí Nachal Chilazon, jižně od okraje údolí Bejt ha-Kerem. Do Nachal Chilazon odtud stéká vádí Nachal Ne'iel, k západu pak odtud směřuje vádí Nachal Ašlil, které je součástí povodí Nachal Segev. Nedaleko od vesnice začíná západním směrem pobřežní nížina (respektive její součást Zebulunské údolí). Na východní straně se terén svažuje do údolí Nachal Avid.
Obec se nachází cca 100 kilometrů severovýchodně od centra Tel Avivu a cca 25 kilometrů severovýchodně od centra Haify. Ja'ad obývají Židé, přičemž osídlení v tomto regionu je etnicky smíšené. 4 kilometry na jihozápad leží město Sachnin, které obývají izraelští Arabové. Na severu vesnice sousedí s arabským městem Ša'ab a pás arabských měst se nachází rovněž na jihozápadní straně (například Tamra). Jediným větším židovským sídlem je město Karmiel 5 kilometrů severovýchodně od osady. Krajina mezi těmito městskými centry je ovšem postoupena řadou menších židovských vesnic, které zde, západně a severozápadně od Sachninu vytvářejí souvislý blok.
Obec Ja'ad je na dopravní síť napojena pomocí lokální silnice číslo 805.

## Dějiny
Vesnice Ja'ad byla založena v roce 1975. Zakladateli vesnice byla skupina absolventů vysoké školy Technion v Haifě. Nejprve pobývali v provizorních domech v lokalitě nazvané Chavat Javor (חוות יבור), která leží cca 7 kilometrů západně odtud, na okraji pobřežní nížiny, nedaleko vesnice Jas'ur. Do nynější lokality se přestěhovali v roce 1979. Vesnice vyrostla v rámci programu Micpim be-Galil, který vrcholil na přelomu 70. a 80. let 20. století a v jehož rámci vznikly v Galileji desítky nových židovských vesnic s cílem posílit židovské demografické pozice v tomto regionu a nabídnout kvalitní bydlení kombinující výhody života ve vesnickém prostředí a předměstský životní styl. Ja'ad byl první vesnicí postavenou v rámci tohoto programu v zdejší oblasti.
Šlo zároveň o unikátní model průmyslové vesnice, kde se obyvatelé nezabývají zemědělstvím, ale podnikáním, vědou a výzkumem. Do roku 1991 byla vesnice organizována jako mošav (mošav šitufi), pak se proměnila na společnou osadu.
V Ja'ad fungují zařízení předškolní péče o děti. Základní škola je v nedaleké vesnici Gilon. Dále je tu obchod, synagoga a sportovní areály.
Vesnice má výhledově dosáhnout větší populace. Ta se má zvýšit ze stávajících více než 100 na 250 rodin.

## Demografie
Obyvatelstvo Ja'ad je sekulární. Podle údajů z roku 2014 tvořili populaci v Ja'ad Židé (včetně statistické kategorie "ostatní", která zahrnuje nearabské obyvatele židovského původu ale bez formální příslušnosti k židovskému náboženství).
Jde o menší sídlo vesnického typu s dlouhodobě rostoucím počtem obyvatel. K 31. prosinci 2014 zde žilo 707 lidí. Během roku 2014 populace stoupla o 2,5 %.
| Rok            | 1983 | 1995 | 2001 | 2003 | 2004 | 2005 | 2006 | 2007 | 2008 | 2009 | 2010 | 2011 | 2012 | 2013 | 2014 |
| -------------- | ---- | ---- | ---- | ---- | ---- | ---- | ---- | ---- | ---- | ---- | ---- | ---- | ---- | ---- | ---- |
| Počet obyvatel | 165  | 420  | 551  | 554  | 556  | 550  | 562  | 649  | 674  | 629  | 625  | 617  | 624  | 690  | 707  |